# Keresztényfalvi erődtemplom
A keresztényfalvi erődtemplom (románul: Biserica fortificată din Cristian, németül: Neustädter Kirchenburg) eredetileg a 13. században emelt, később várfallal körülvett, majd a 19. században újjáépített szász evangélikus erődtemplom Keresztényfalván, Brassó megyében. Bár a falu elveszítette szász evangélikus lakosságát, a templomot karbantartják és jelenleg is használják, mind vallási, mind turisztikai célokra. Műemlékként nyilvántartott épület.

## Története
A Brassó szomszédságában fekvő Keresztényfalvát szászok alapították a 13. század első felében. Szent Miklósnak szentelt háromhajós templomát valószínűleg 1270-ben emelték korai gótikus stílusban. Négyzet alaprajzú, masszív harangtornyát tufából építették. Az ovális, kilenc bástyával erősített kettős várfal a 15. században épült. 1654-ben az erődtemplomtól nyugatra lévő külső falba új kapubástyát építettek. A védművek azonban nem tudták megakadályozni az ellenség betöréseit: 1611-ben Báthory Gábor szállta meg, 1658-ban tatárok gyújtották fel, 1704–1707 között pedig kurucok vették be magukat, innen zaklatva a szász lakosságot.
A 16. század közepén Johannes Honterus munkássága folyamán a szászok evangélikus hitre tértek, így a templom is evangélikussá vált.
1792-ben a templomerőd vizesárkát feltöltötték, és ekkor hozták létre az új evangélikus temetőt a falaktól északkeletre. Az évszázadok során romos állapotba került középkori templomot 1839-ben lebontották, majd 1839–1841 között klasszicista stílusú csarnoktemplomot építettek, mely ma is áll. 1899-ben eltávolították a várudvaron levő kamrákat és a falak mellvédjeit. Gótikus harangtornyát 1903-ban egy szinttel magasították, és magas, fiatornyos toronysisakkal látták el.
A második világháború után a németeket kitelepítették illetve kivándoroltak; a 2010-es években Keresztényfalva lakosságának kevesebb, mint 2%-a szász, az evangélikus egyházközség körülbelül száz tagot számlál, a templomnak nincs saját lelkésze. Nyáron havonta, télen hetente tartanak istentiszteletet. A paplakban vendégház működik.

## Leírása

### A templom
A 13. századi háromhajós, bazilikális elrendezésű templomépület egyetlen megmaradt eleme a háromszorosan bélletes nyugati kapu. Ez román stílusú, korai gótikus elemekkel; mintázata rokonságot mutat a kerci kolostoréval, sőt az esztergomi királyi kápolnáéval is. Benyílóiban oszloppárok állnak, az oszlopfőket baloldalt levélrügyek, jobboldalt palmetta és indák díszítik. A boltozati zárókövek Jézus és Agnus Dei faragványaiban szintén kerci hatás fedezhető fel; az Agnus Dei a barcaszentpéterihez hasonló, feltételezhetően ugyanazon mester munkája. A kapu felett rózsaablak látható. Szintén középkori eredetű a harangtorony (1270 körül), a keresztelőmedence, és az Elias Nicolai szobrásznak tulajdonított Anna May papné sírköve (1631).
A 19. századi háromhajós csarnoktemplom klasszicista stílusú, sokszögű szentéllyel. Alapkövét 1839. április 29-én helyezte el Petrus Teutsch lelkész, felavatására pedig 1842. július 6-án került sor; tervezője Herczeg von Huttern mérnök volt. Hossza 32,5 méter, a hosszház 23 × 18 méter alapterületű, a szentély pedig 9,5 × 8,4 méter. A belteret Kreutzer és Romansky festők festették ki 1899-ben; a boltozatokat növényi motívumok díszítik, az árkádokon bibliaversek olvashatóak. A négyzetes alaprajzú torony a nyugati oldalon van, oldalhossza 11,8 méter, a fal földszinti vastagsága 2,9 méter. A földszinti csarnok falát címerek és idézetek díszítik (szintén Kreutzer és Romansky művei), a torony második szintje a templomcsarnokba nyílik és egy karzatot képez.
A klasszicista szószéket 1841-ben állították fel, dekorációja virágfüzérekből, akantuszlevelekből és sugárkoszorús földgömbből áll. A sokszög alapú szentélyt Jézus és az úrvacsora ábrázolása, valamint egy glóriába rajzolt mindent látó szem díszíti. A szentély északi oldalán egy kis, valószínűleg a gótikus templom idejéből származó sekrestye van. A jelenlegi klasszicista oltárt és az ezen álló, korinthoszi oszlopok által közrefogott Jézus-szobrot (Thorvaldsen szobrának másolata) Johann Bartel barcarozsnyói mester készítette 1890-ben. A szentély négy ólomüveg ablaka Péter és Pál apostolokat, továbbá Johannes Honterust és Luther Mártont ábrázolja. Orgonáját 1782-ben szerelte fel a brassói Johannes Prause, 1842-ben Heinrich Maywald újat készített (a régit a gerdályi erődtemplomba vitték), a mai orgona Karl Einschenk 1910-es munkája.
Régi, 15–17. századi harangjait 1903-ban újakra cserélték, amelyből csak egy maradt meg az első világháború után. Ezt az ún. Honterus-harangot Bochumban öntötték 1898-ban, és 1903-ban hozták Keresztényfalvára. 1925-ben további három harangot vásároltak.
A templomban őrzik az 1889-es templomzászlót (mely a falucímer legrégibb képi ábrázolását tartalmazza), és az 1890-es tűzoltósági zászlót. Az 1916-os román betöréskor mindkettő elvesztődött; 1922-ben találták meg őket egy sárkányi román családnál. A kovácsoltvas csillár és az előcsarnokban elhelyezett két emléktábla az első, illetve a második világháborúban elesett, vagy fogságban meghalt keresztényfalviaknak állít emléket.

### Az erődítmény
A templomot kettős várfal veszi körül; a terjedelmes erődítményrendszer a település fejlett gazdasági helyzetére utalt.
A belső fal ovális alakú – ez azt sugallja, hogy a keresztényfalvi erődtemplom a Barcaság egyik legkorábban létesített erődítménye, hasonlóan a prázsmári és a szászhermányi erődtemplomokhoz. Magassága 6–10, vastagsága 1,5–2 méter, a védők munkáját pedig galériák és gyilokjárók segítették. Freskómaradványai Zakariást és feltehetően Jézust ábrázolták. Eredetileg kilenc bástya erősítette, melyekből ma nyolc áll eredeti állapotában (a kapubástyát a 19. században paplakká alakították át). A falakon és a tornyokon megmaradtak az eredeti téglalap és kulcslyuk alakú lőrések és a konzolokon nyugvó szuroköntő nyílások. A belső falak mentén, a tornyok felső emeletének magasságában még mindig láthatóak azok a rések, amelyekbe a védőfolyosók tartógerendái illeszkedtek.
A külső fal részben megduplázza a belsőt; magassága 3–4, vastagsága 1 méter, egykoron vizesárok övezte. A várudvarba az erődítmény délnyugati oldalán emelkedő, félkör alaprajzú kapuművön keresztül vezet az út; ennek belső részét védte a csapórácsos kapubástya. Az ettől északra emelkedő sokszög alaprajzú torony újabb keletű (1654), és a falában levő füstnyílások arra utalnak, hogy ez a torony egyrészt lakható volt, másrészt valószínűleg itt forralták a vár védelméhez szükséges szurkot és vizet. Az északnyugati zwinger igen széles, a külső fal a folyóig nyúlik, így ostrom idején a szarvasmarha-csordának is menedéket nyújtott.
Az 1792-ban létesített temető a templomtól északkeletre helyezkedik el, a Barcaság egyik legszebb temetőjeként tartják számon.

## Képek

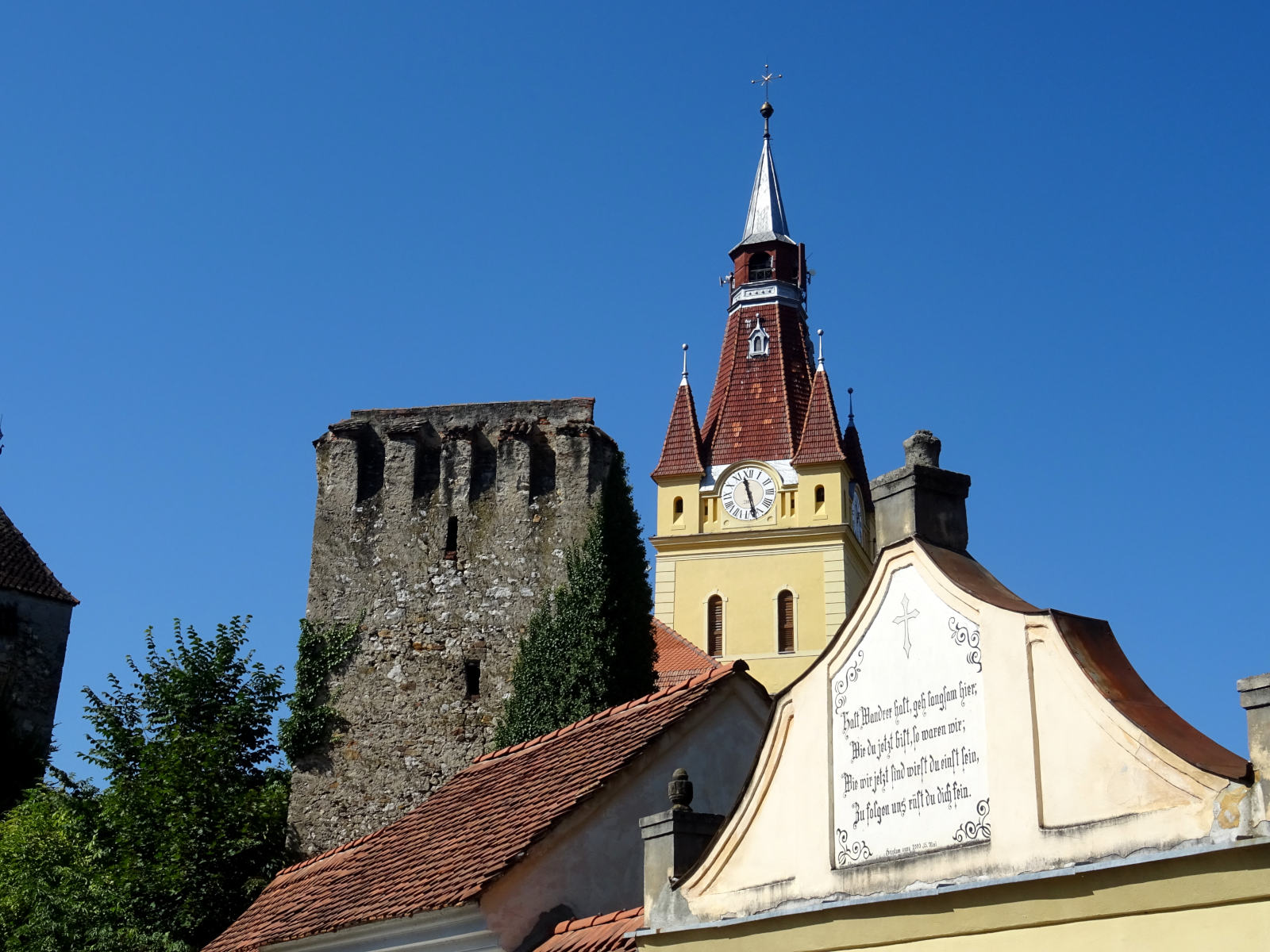
Védőtorony, templomtorony, és a temetőkapu homlokzata
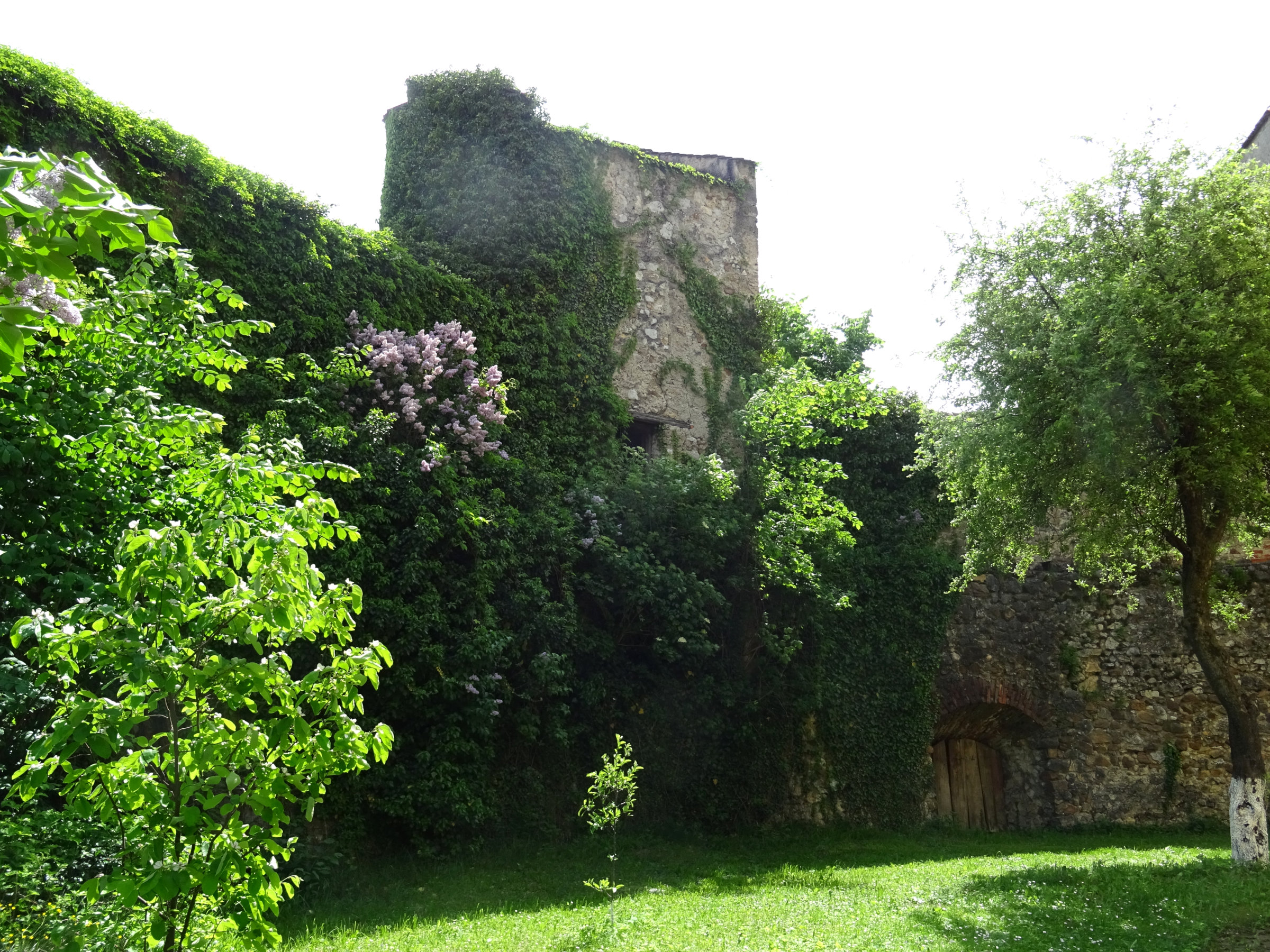
A templomudvar
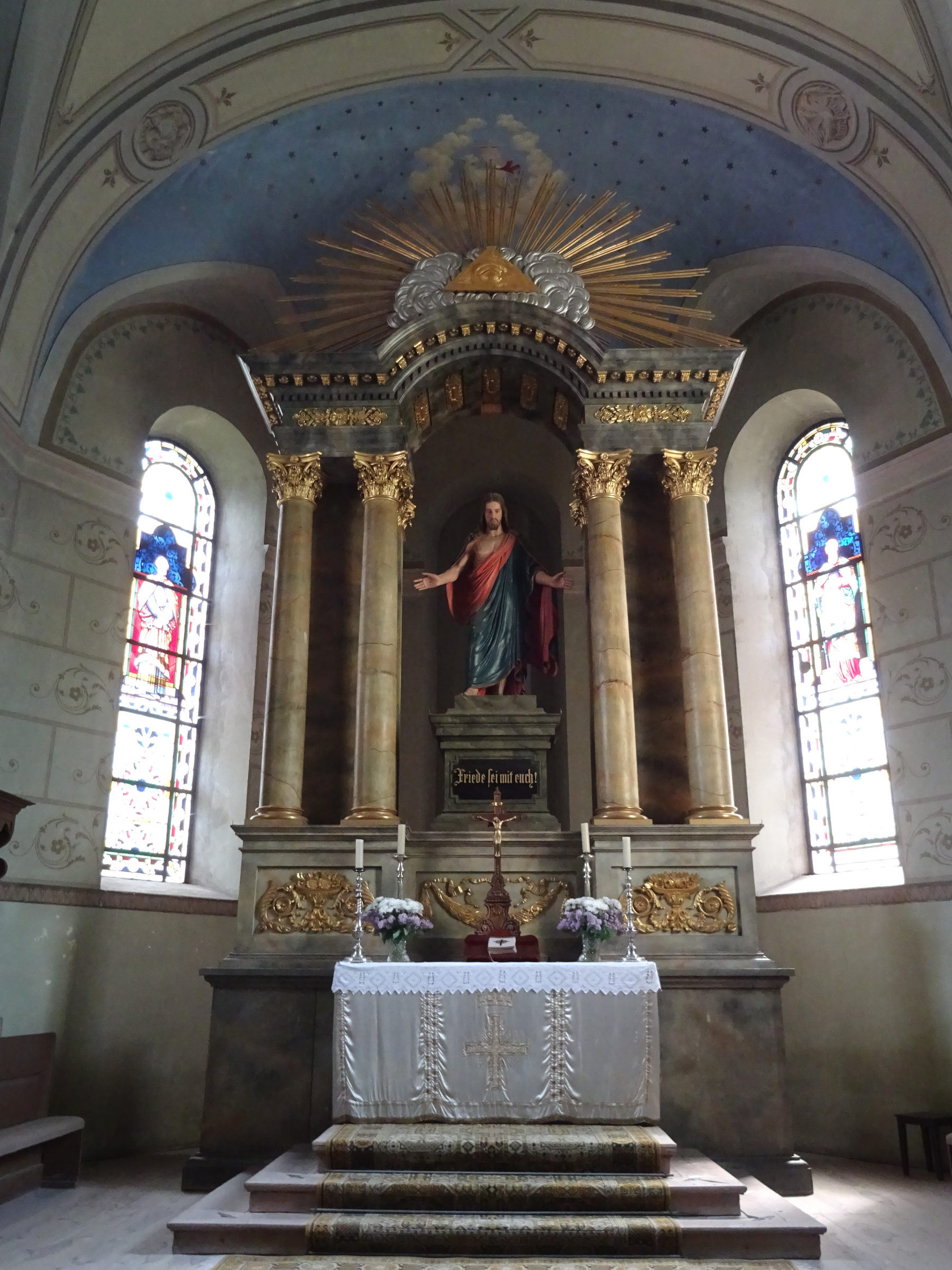
Beltér
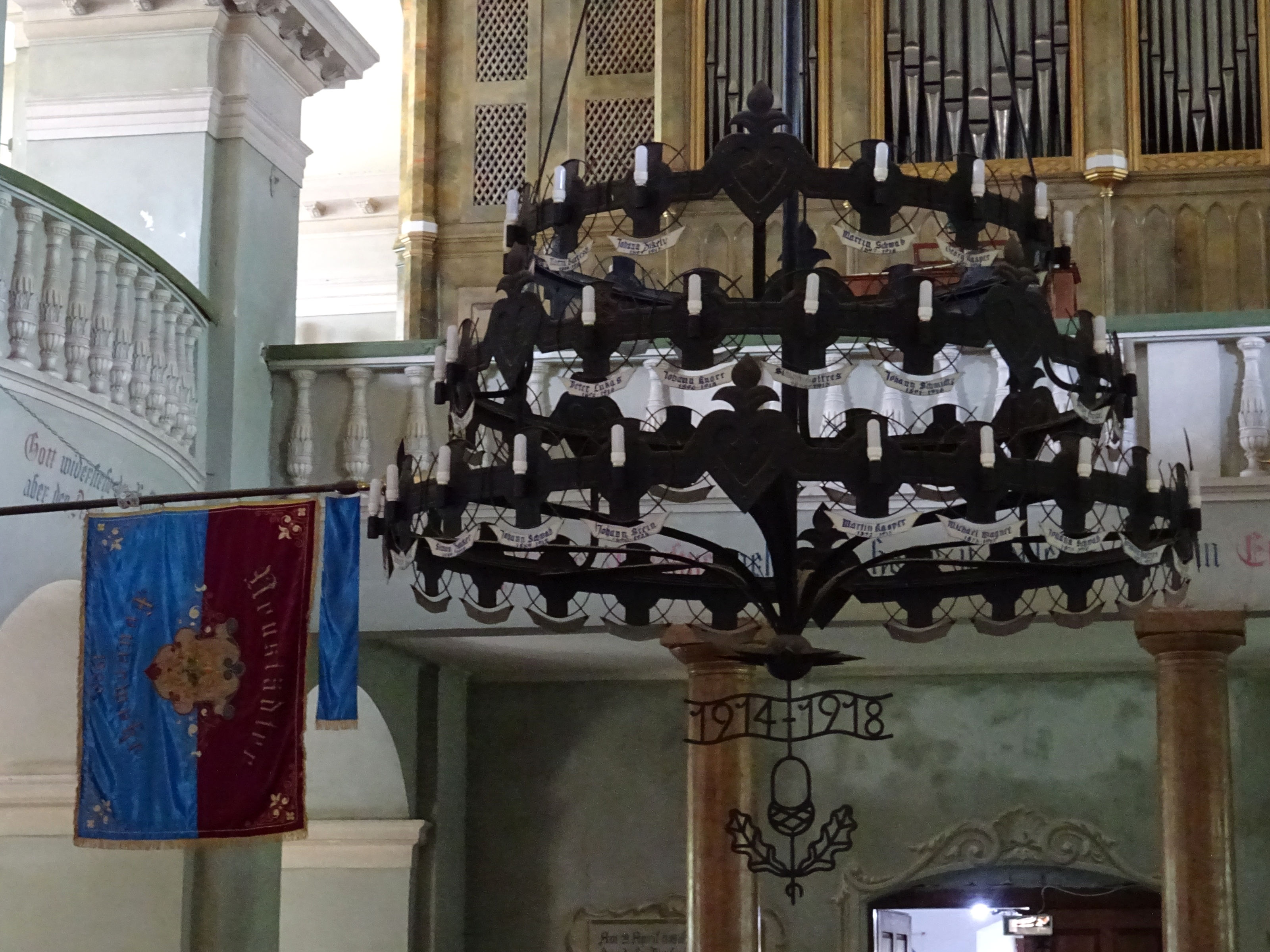
A templomzászló és a csillár
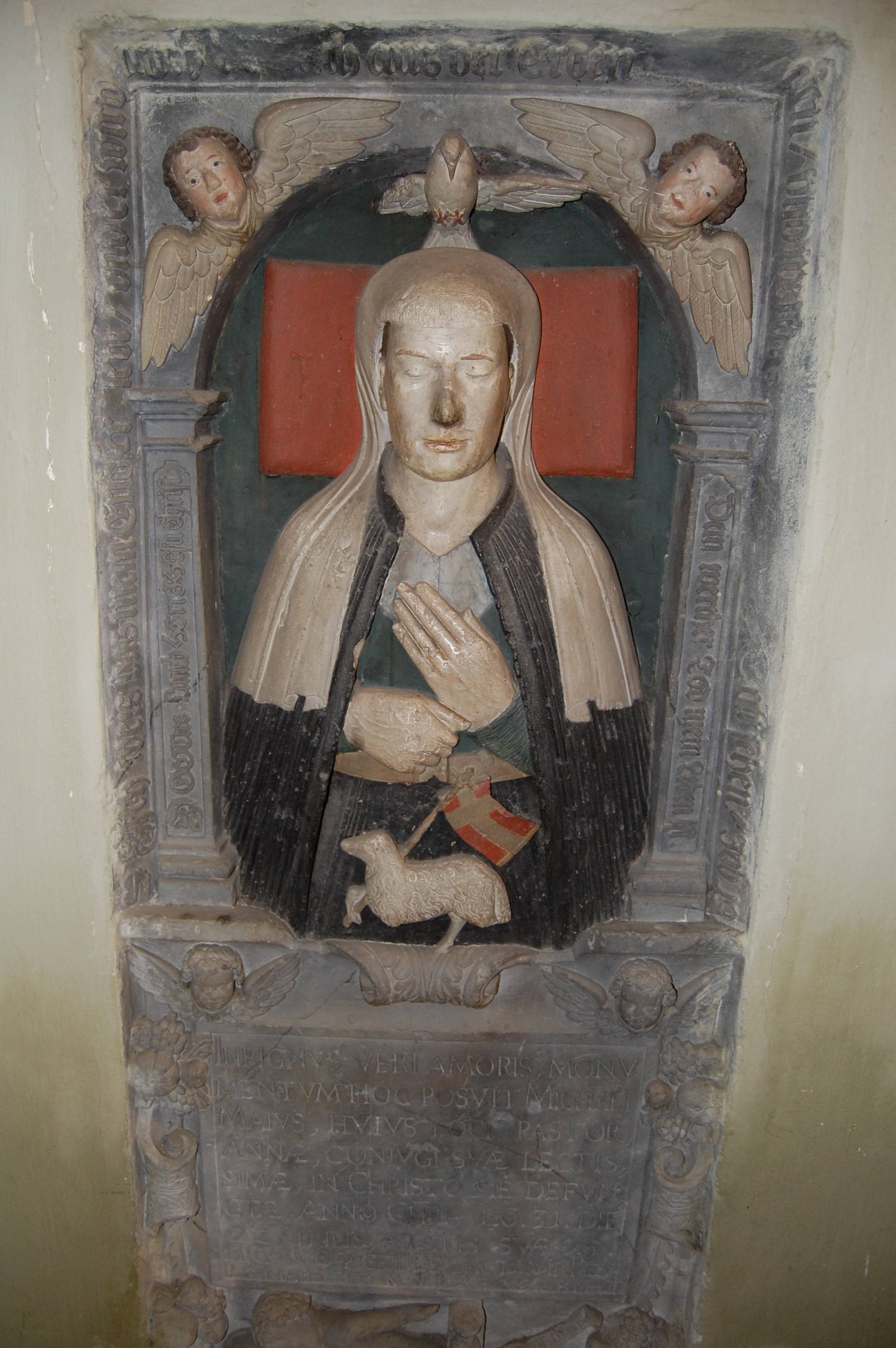
Anna May papné sírköve (1631)